# Zaraza Mursilisa
Zaraza Mursilisa, także „ręka Nergala” – epidemia, która miała miejsce na terytorium państwa hetyckiego i w innych rejonach Bliskiego Wschodu pod koniec XIV w. p.n.e., za panowania króla Suppiluliumy i w pierwszych latach panowania jego syna Mursilisa II. Jedna z serii zaraz trapiących ów rejon świata w XIV w. p.n.e., rozprzestrzeniających się m.in. wzdłuż szlaku handlowego Arwad-Eufrat.

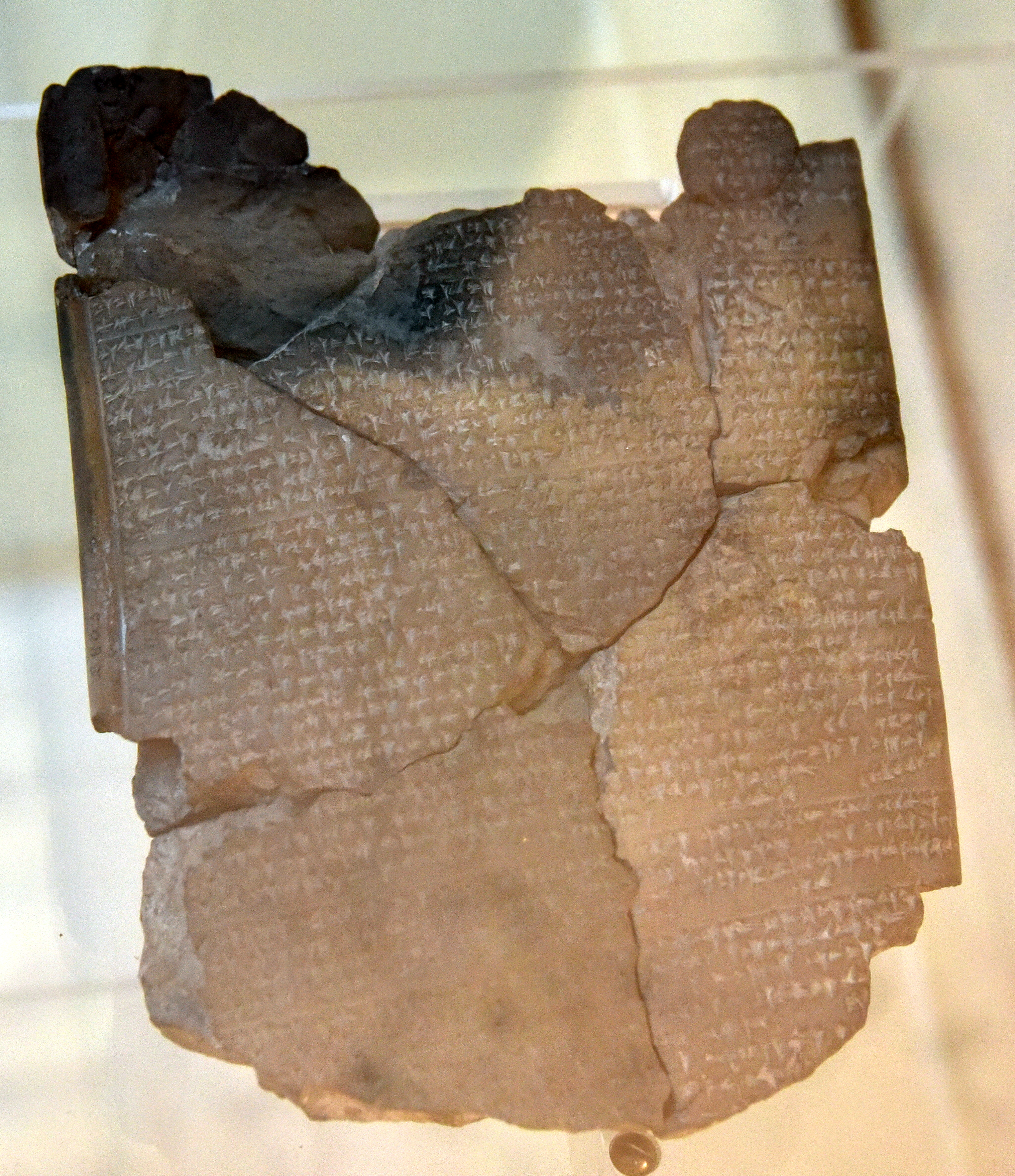
Tabliczka Mursilisa II, z XIV wieku p.n.e., zawierająca modlitwy o zakończenie plagi. Przechowywana w Muzeum Archeologicznym w Istambule.

Głównym źródłem wiedzy na temat zarazy są modlitwy Mursililsa sporządzone na tabliczkach. Mają one ogólnikowy i szablonowy charakter. W tekstach tych władca doszukuje się przyczyn wybuchu epidemii w gniewie bogów. Przypuszcza też, że zarazę przygnali jeńcy zagarnięci przez jego ojca w bitwie. Przebieg epidemii i to, jak szybko wygasła, pozostają nieznane. Prawdopodobnie trwała ponad dwie dekady. Dwóch poprzedników Mursilisa, Šuppiluliuma I i  Arnuwanda II, prawdopodobnie padło ofiarami zarazy. Mursilis wstąpił na tron, ponieważ był jedynym żyjącym synem Suppiluliumy.
Konkretna jednostka chorobowa odpowiedzialna za wybuch zarazy jest także niemożliwa do ustalenia. Według domysłów niektórych autorów była to tularemia – odzwierzęca infekcja bakteryjna. Objawy infekcji obejmują zmiany skórne i problemy z oddechem. Bez leczenia śmiertelność wynosi piętnaście procent zarażonych. Historyk Philip Norrie wymienia trzy choroby, które mogły spowodować lokalne załamanie społeczne w owym okresie: ospę, dżumę i tularemię. Istnieją dowody sugerujące, że także Egipcjanie doświadczyli zarazy w latach poprzedzających 1322, choć niewykluczone również, że epidemia nie dotarła wcale do Egiptu. O występowaniu tej lub innych zaraz w okolicznych krajach świadczy m.in. informacja o pojawieniu się epidemii w Babilonie ok. 1335 p.n.e. W tym samym czasie z chorobą zmagano się też na Cyprze i w Syrii. 
Według niektórych autorów (m.in. Trevisanato) choroba została celowo przeniesiona do Anatolii jako element wojny biologicznej; według tej koncepcji obydwie strony konfliktu hetycko-arzawańskiego miały starać się rozprzestrzeniać zarazę w szeregach wroga przy pomocy chorych zwierząt. Ta i podobne teorie spotkały się z ostrą krytyką badaczy jako oparte na znacznej nadinterpretacji skąpych źródeł – Z.S. Homan zdyskredytowała ideę „starożytnej broni biologicznej” jako błędne odczytanie informacji nt. ówczesnych rytuałów oczyszczenia. 